# نقاشی‌های پی. اس. کرویر از ماری

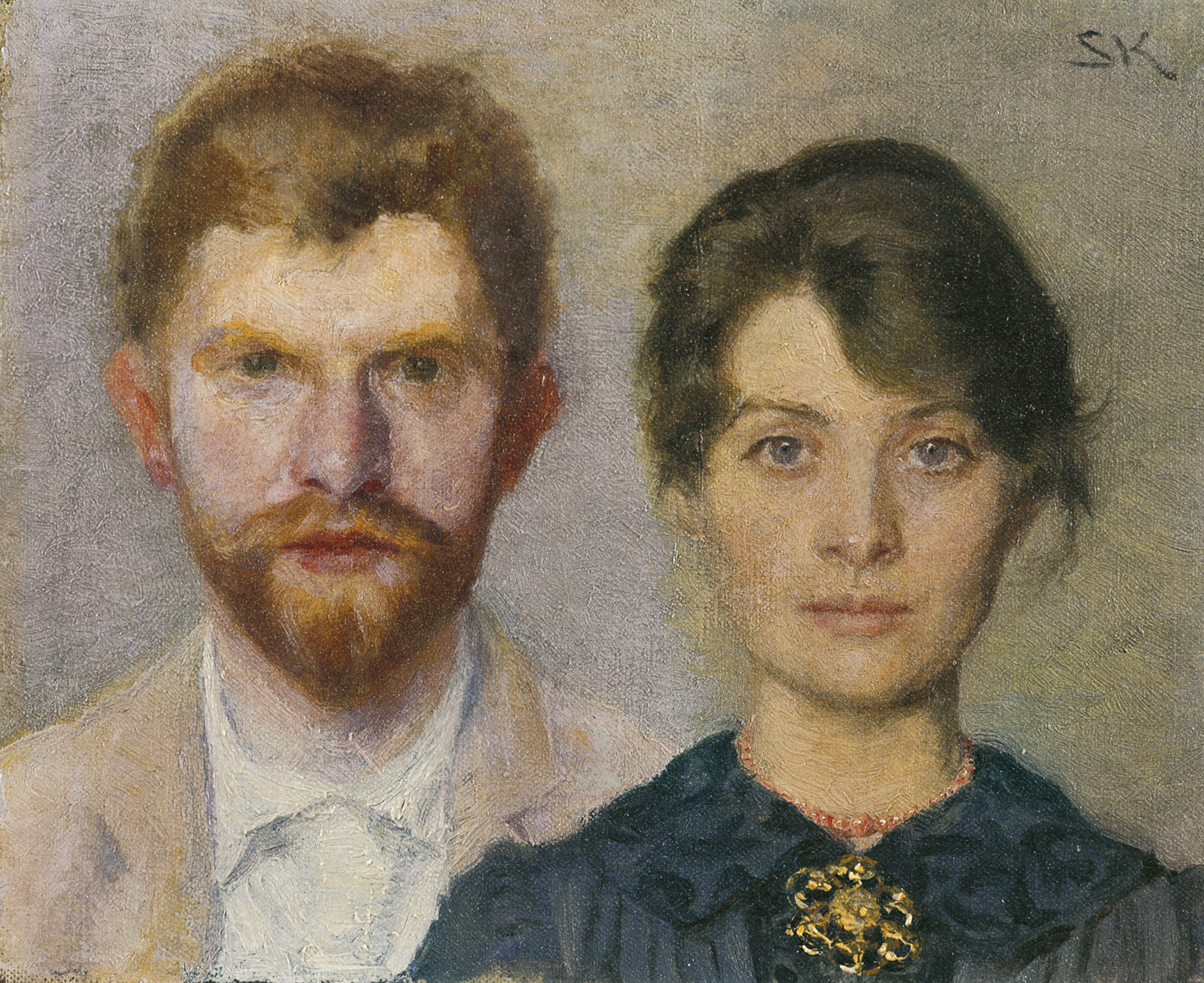
پرترهٔ دوتایی ماری و پی. اس. کرویر، ۱۸۹۰. کرویر، ماری را و ماری او را نقاشی کرده است.

پیدر سورین کرویر پرتره‌های متعددی از همسرش، ماری کرویر (زادنام: تریپکه)، که خود نیز هنرمندی دانمارکی و به گفتهٔ بسیاری یکی از زیباترین زنان کپنهاگ بود، کشید. پیدر، که در نروژ متولد شده بود، ماری را در کپنهاگ ملاقات کرد و از او نقاشی کشید؛ اما زمانی که در سال ۱۸۸۹ در پاریس دوباره با او دیدار کرد، عاشقش شد. پس از ماه عسلی در یوتلاند شمالی و ایتالیا، این زوج در سال ۱۸۹۱ در اسکاگن در شمالی‌ترین نقطهٔ یوتلاند، ساکن شدند و به گروه هنرمندانی پیوستند که بعدها به نام نقاشان اسکاگن شناخته شدند.  
چند سال نخست ازدواجشان نسبتاً خوشایند بود و در سال ۱۸۹۵ صاحب دختری به نام ویبکه شدند، اما به دلیل دوره‌های بیماری روانی پیدر کرویر، از اوایل دههٔ ۱۹۰۰، آن‌ها زمان بیشتری را جدا از یکدیگر سپری کردند. در سال ۱۹۰۲، ماری رابطه‌ای عاشقانه با آهنگساز سوئدی، هوگو آلوین، آغاز کرد و در سال ۱۹۰۵ از او باردار شد. پس از آن بیشتر وقت خود را در کنار آلوین در سوئد گذراند و در سال ۱۹۱۲، سه سال پس از درگذشت کرویر در اسکاگن، با او ازدواج کرد.
نقاشی‌های کرویر از ماری میان سال‌های ۱۸۸۸ تا ۱۹۰۶، تصویری از سال‌هایی که با یکدیگر سپری کردند ارائه می‌دهد. این آثار برخی از لذت‌بخش‌ترین لحظات زندگی آن‌ها را به تصویر می‌کشند، اما در عین حال به تنش‌های زناشویی که با گذشت زمان افزایش یافت، اشاره می‌کنند. از برجسته‌ترین نقاشی‌های او می‌توان به عصر تابستان در اسکاگن. همسر نقاش و سگشان لب ساحل (۱۸۹۲)، یکی از محبوب‌ترین آثار دانمارک که ماری را در ساحل، همراه با سگشان درحالی که مهتاب بر دریا انعکاس یافته، نشان می‌دهد، گل‌های رز (۱۸۹۳)، که ماری را در حال استراحت در باغ به تصویر می‌کشد، و عصر تابستانی در ساحل اسکاگن – هنرمند و همسرش (۱۸۹۹) اشاره کرد. دیگر آثار قابل توجه وی عبارتند از: نقاشی‌هایی که ماری را در تعطیلات سال ۱۸۹۰ در راولو در ساحل آمالفی ایتالیا به تصویر می‌کشند، پرتره‌ای برای حاشیه زینتی اتاق ناهارخوری هتل بروندومس در اسکاگن، مجموعه نقاشی‌های آبرنگ شه موا که ماری و دخترشان ویبکه را در خانه‌هایشان در کپنهاگ و اسکاگن نشان می‌دهد، و آتش‌بازی شب نیمه تابستان در ساحل اسکاگن، آخرین نقاشی کرویر از ماری که او را در نور آتش در کنار هوگو آلوین به تصویر می‌کشد.

## پیش‌زمینه و اوایل رابطه

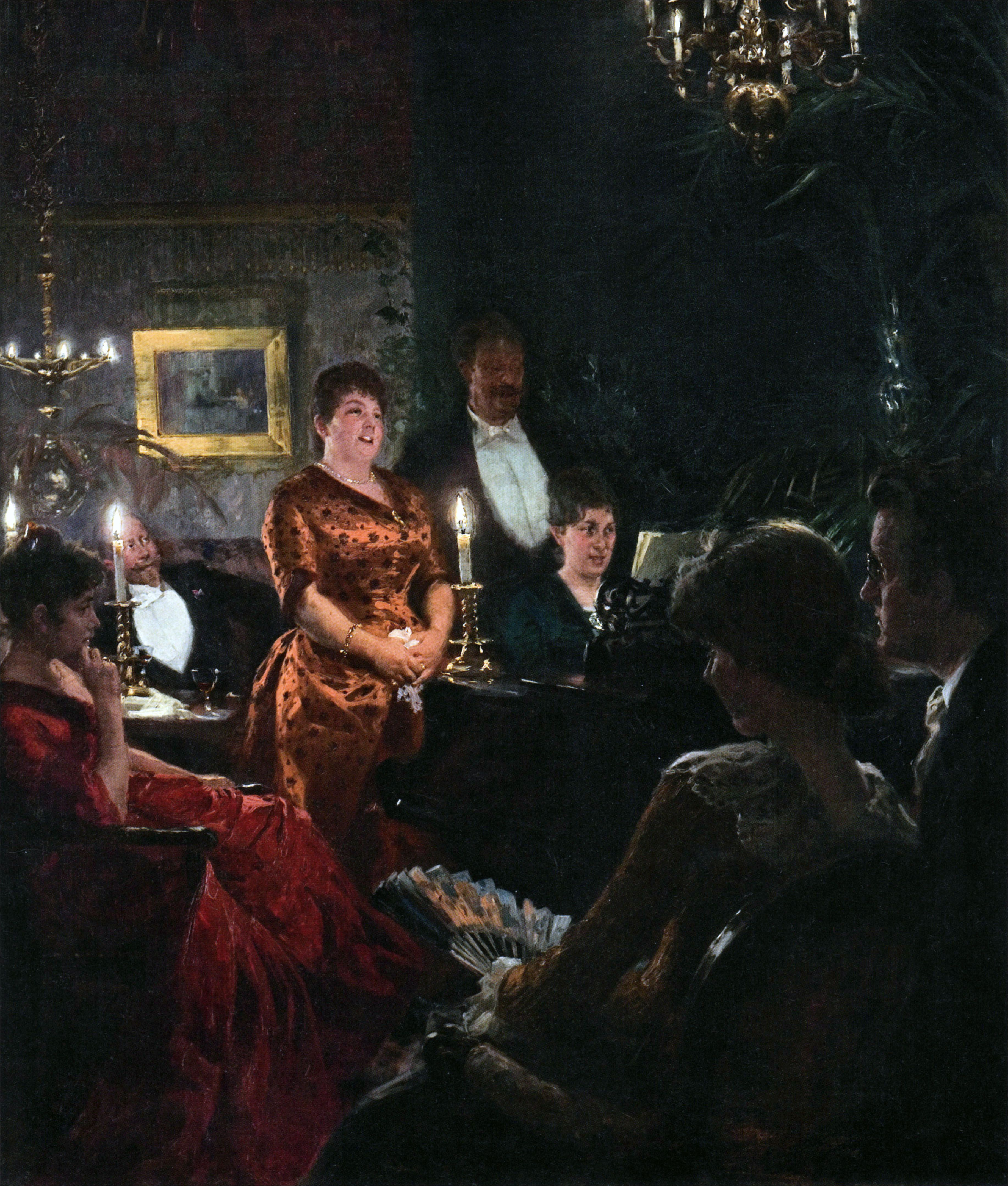
یک دونوازی (۱۸۸۷)

نقاشان اسکاگن گروهی صمیمی از هنرمندان عمدتاً دانمارکی بودند که از اواخر دهه ۱۸۷۰ هر تابستان در روستای ماهیگیری اسکاگن، در شمالی‌ترین نقطهٔ یوتلاند، گرد هم می‌آمدند و به نقاشی از ماهیگیران محلی، زندگی خانوادگی خود و جشن‌هایشان می‌پرداختند. پیدر سورین کرویر (۱۸۵۱–۱۹۰۹) که در استاوانگر، نروژ متولد شد، اما در کپنهاگ بزرگ شد، برای نخستین بار در سال ۱۸۸۲ به اسکاگن رفت و تقریباً هر تابستان به آنجا بازمی‌گشت. او پیش از این به خاطر نقاشی‌هایش از ماهیگیران در هورنبوک در سواحل شمالی شیلند، شهرت یافته بود و در جریان سفرهایش به فرانسه، تحت تأثیر جنبش امپرسیونیسم قرار گرفته بود. در اسکاگن، او به یکی از اعضای اصلی و پرشور این جامعهٔ هنری تبدیل شد.
ماری کرویر (۱۸۶۷–۱۹۴۰) از یک خانوادهٔ ثروتمند آلمانی بود که به کپنهاگ مهاجرت کرده بودند. او از سنین کم آرزو داشت که هنرمند شود و پس از آموزش خصوصی، برای ادامه تحصیل به پاریس رفت؛ در آنجا کرویر شروع به مهرورزی به ماری کرد. اعتقاد بر این است که ماری بعدها تمایل خود را به نقاشی از دست داد، زیرا کرویر را هنرمندی بسیار ماهرتر از خود می‌دانست. با این حال، تعدادی از آثار او همچنان باقی مانده‌اند.
کرویر چندین بار به آتلیه‌ای که ماری در آن تحصیل می‌کرد سر زده بود، اما نخستین اثری که ماری را در آن به تصویر کشید، یک دونوازی بود که در سال ۱۸۸۷ در خانهٔ هاینریش هیرشپرونگ در کپنهاگ نقاشی شد. ماری برای مدل شدن در این اثر به آنجا دعوت شده بود و در سمت چپ نقاشی با لباسی قرمز، درحالی که نشسته است، دیده می‌شود.
کرویر بار دیگر در اوایل سال ۱۸۸۹ در پاریس با ماری ملاقات کرد؛ در آن زمان او همچنان در حال ادامه تحصیل بود. با وجود اینکه کرویر ۱۶ سال از ماری بزرگ‌تر بود، دیوانه‌وار عاشقش شد. در ژوئیهٔ همان سال، آن‌ها در آوکسبورک در آلمان جنوبی، جایی که والدین ماری در آن اقامت داشتند، ازدواج کردند. آن دو به‌جای پیوستن مستقیم به اقامتگاه هنرمندان در اسکاگن، تصمیم گرفتند ماه‌عسل خود را به‌تنهایی در روستای کوچک ماهیگیری استینبیر در بخش تو در شمال غربی یوتلاند، سپری کنند. کرویر و ماری دو ماه در مهمانسرای محلی اقامت داشتند و هر روز سه‌پایه‌های نقاشی خود را به ساحل می‌بردند تا نقاشی کنند. علاوه بر پرتره‌هایی که کرویر از ماری در مهمانسرا کشید، یکی از نقاشی‌هایش او را نشسته در کنار سه‌پایه‌اش در ساحل نشان می‌دهد. یکی از این آثار، تصویر ماری در اتاقش در مهمانسرا به ابعاد ۳۵×۲۴ سانتی‌متر است که فضای داخلی با همسر هنرمند نام دارد و روی آن امضا شده است: «برای ماری. اس. کرویر، استینبیر سپتامبر ۱۸۸۹». این اثر اکنون در مجموعه هیرشپرونگ در کپنهاگ نگهداری می‌شود.
پرتره‌ای از ماری در لباسی به رنگ آبی نیمه‌شب، گمان می‌رود اندکی پیش از اقامت آن‌ها در استینبیر نقاشی شده باشد. کرویر این اثر را به مناسبت بیست و پنجمین سالگرد ازدواج والدین ماری، در ۱۷ اکتبر ۱۸۸۹ به آن‌ها تقدیم کرد. ماری در نامه‌ای به دوستانش، اگنس و هارالد اسلات-مولر، دربارهٔ استینبیر چنین نوشت: «قطعاً استینبیر را به شما توصیه می‌کنم. مکان واقعاً دلپذیری برای اقامت است، مردم بسیار خوبی دارد؛ و طبیعت آن چشمگیر است — اما اصلاً زیبا نیست. در واقع بیشتر متروک و غم‌انگیز است.»
در سال ۱۸۹۰، این زوج پرتره‌ای دوگانه خلق کردند (تصویر بالا) که در آن، هر یک دیگری را به تصویر کشید. در همان سال، آن‌ها به ایتالیا سفر کردند و ماه عسل خود را در راولو و امالفی ادامه دادند. اثری کوچک با تکنیک رنگ روغن روی بوم به نام فضای داخلی. ماری کرویر در حال نقاشی. راولو، ماری را در حال نقاشی در آنجا نشان می‌دهد. آن‌ها همچنین از هنرمند دانمارکی، کریستین سارتمن، دیدن کردند که تابستان‌های خود را در خانه‌ای که در چیویتا دانتینو در ارتفاعات کوهستانی ناحیهٔ آبروتسو، حدود ۱۵۰ کیلومتری جنوب رم خریده بود، سپری می‌کرد. به لطف اشتیاق سارتمن، این شهر به مقصدی محبوب برای نقاشان اسکاندیناوی تبدیل شد. در یکی از نقاشی‌های کرویر که صحنهٔ ناهار را به تصویر می‌کشد، علاوه بر ماری، سارتمن و خود کرویر نیز حضور دارند.

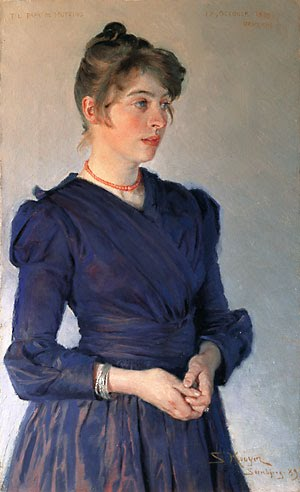
ماری در لباس آبی (۱۸۸۹)
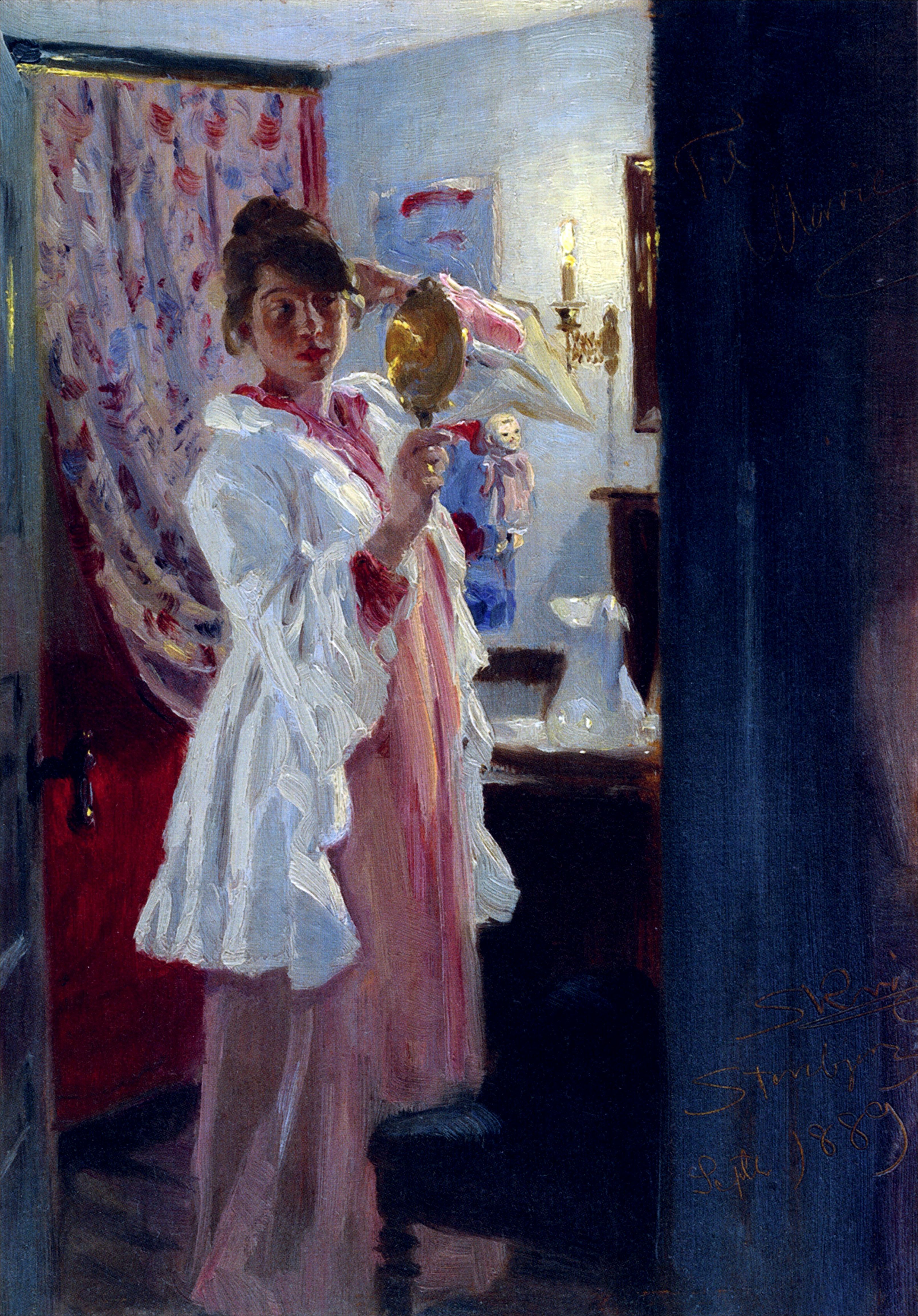
ماری در اتاقش در مهمانسرای استینبیر (۱۸۸۹)
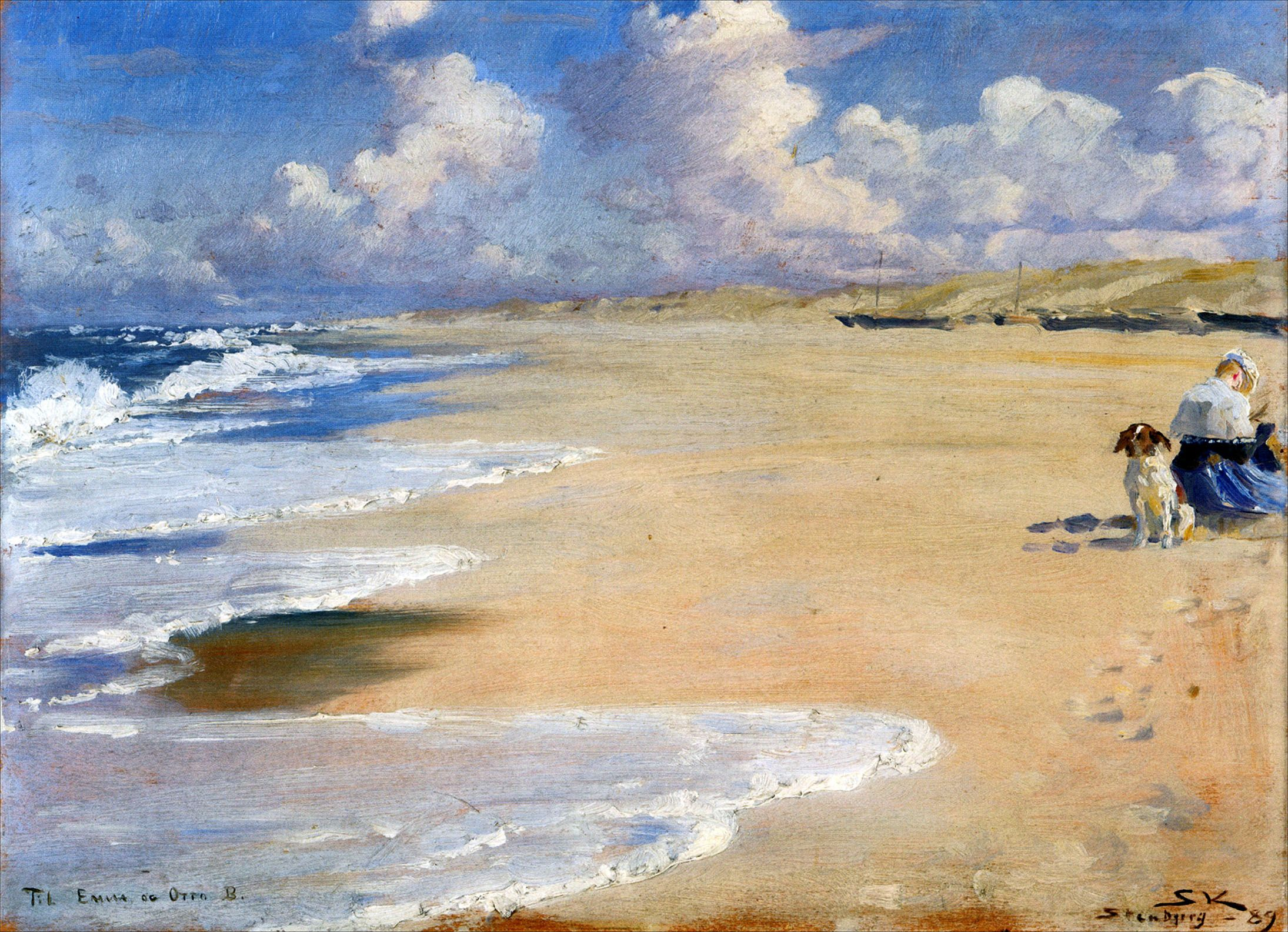
استینبیر با نقاشی ماری در ساحل (۱۸۸۹)
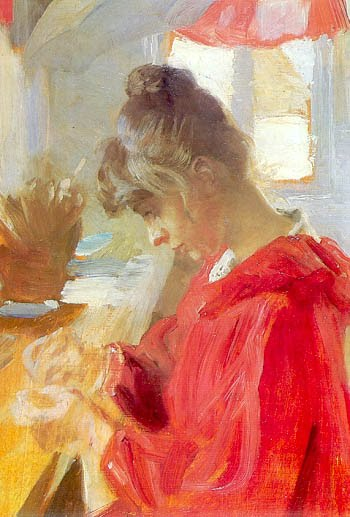
ماری پشت میز در حال خیاطی (۱۸۸۹)

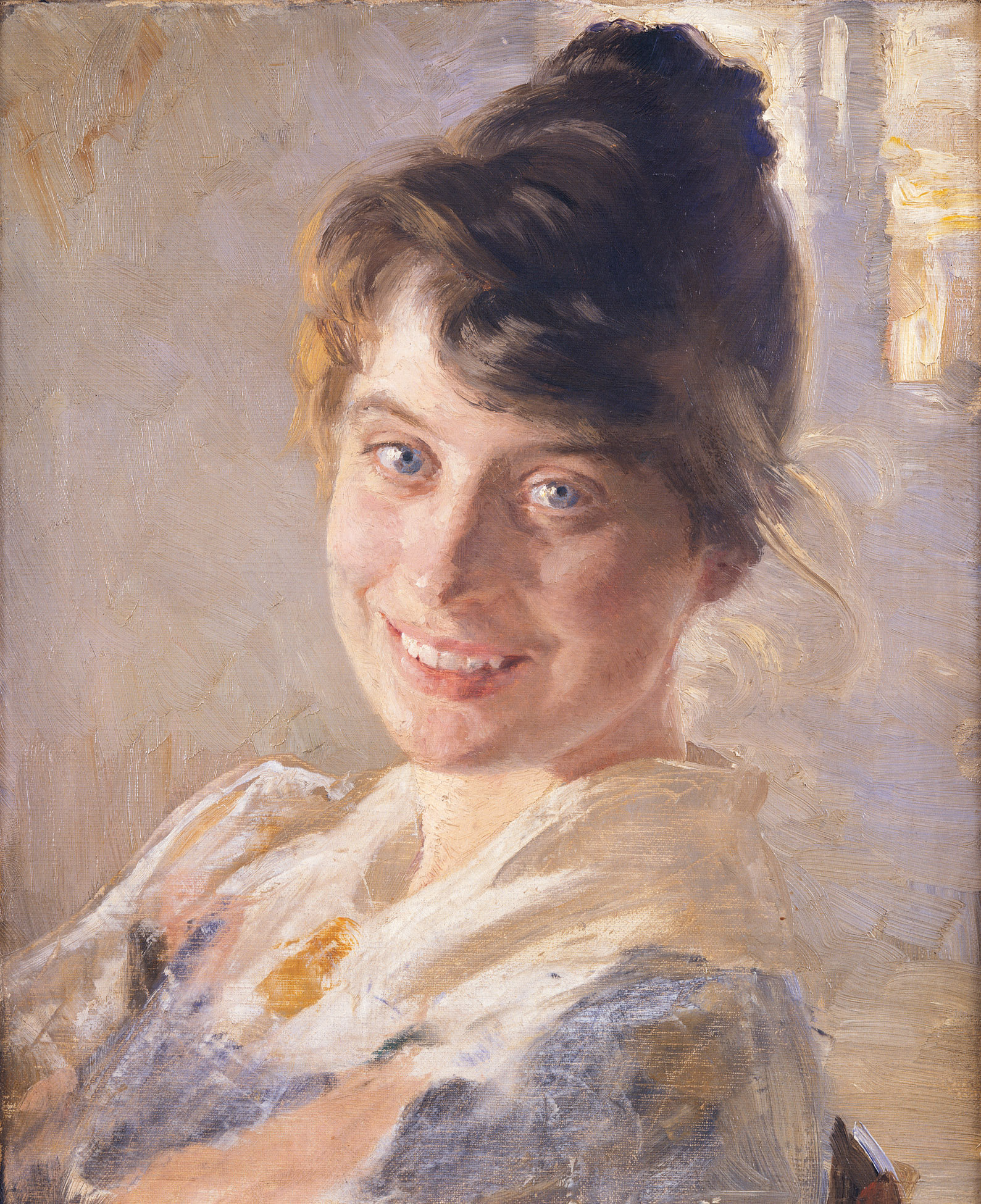
ماری کرویر (۱۸۹۰)
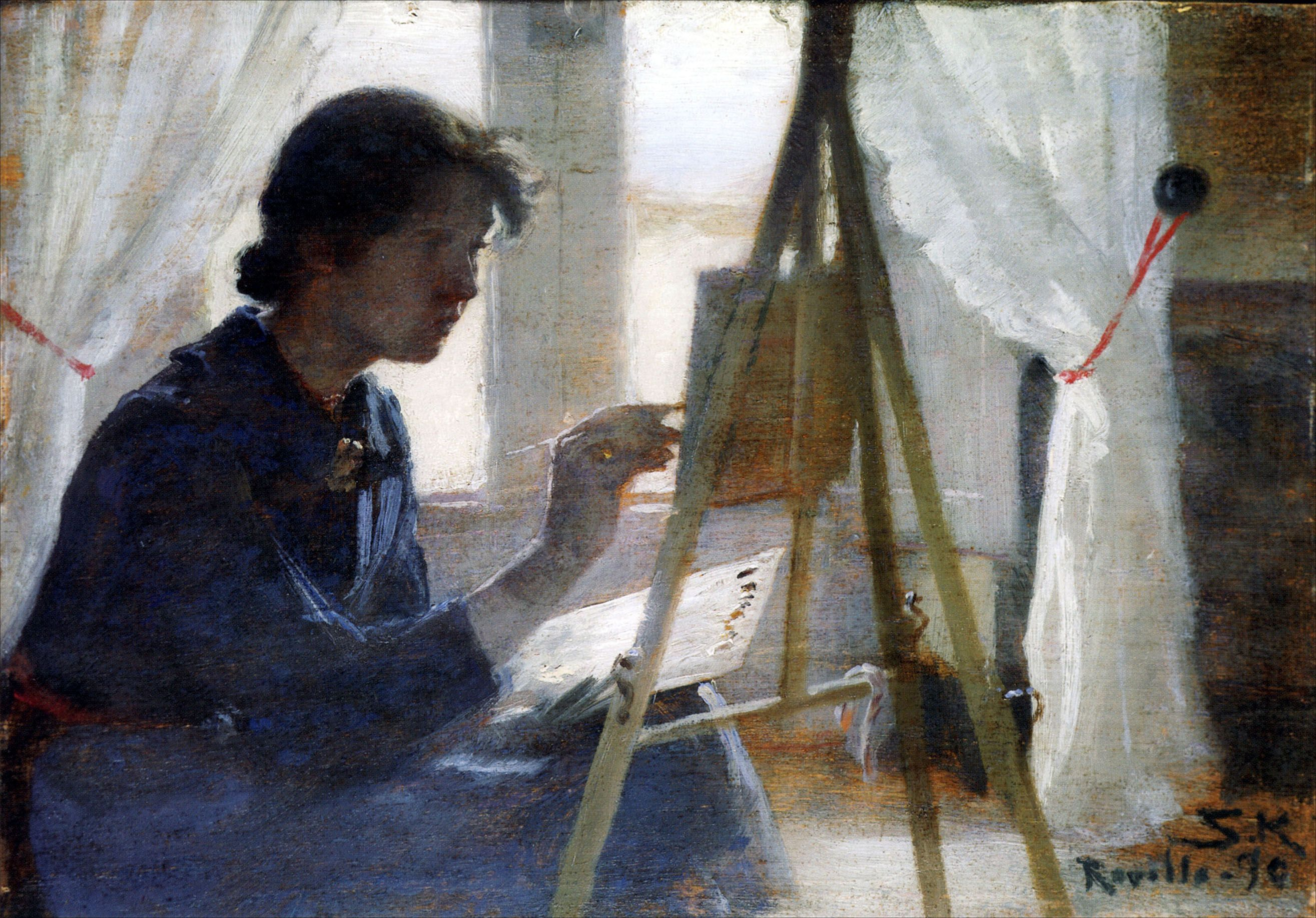
فضای داخلی. ماری کرویر در حال نقاشی. راولو (۱۸۹۰)
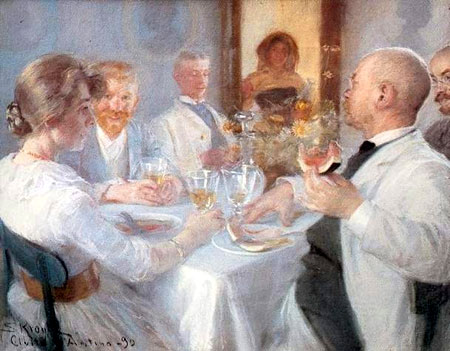
پشت میز ناهار در چیویتا دانتینو (۱۸۹۰)
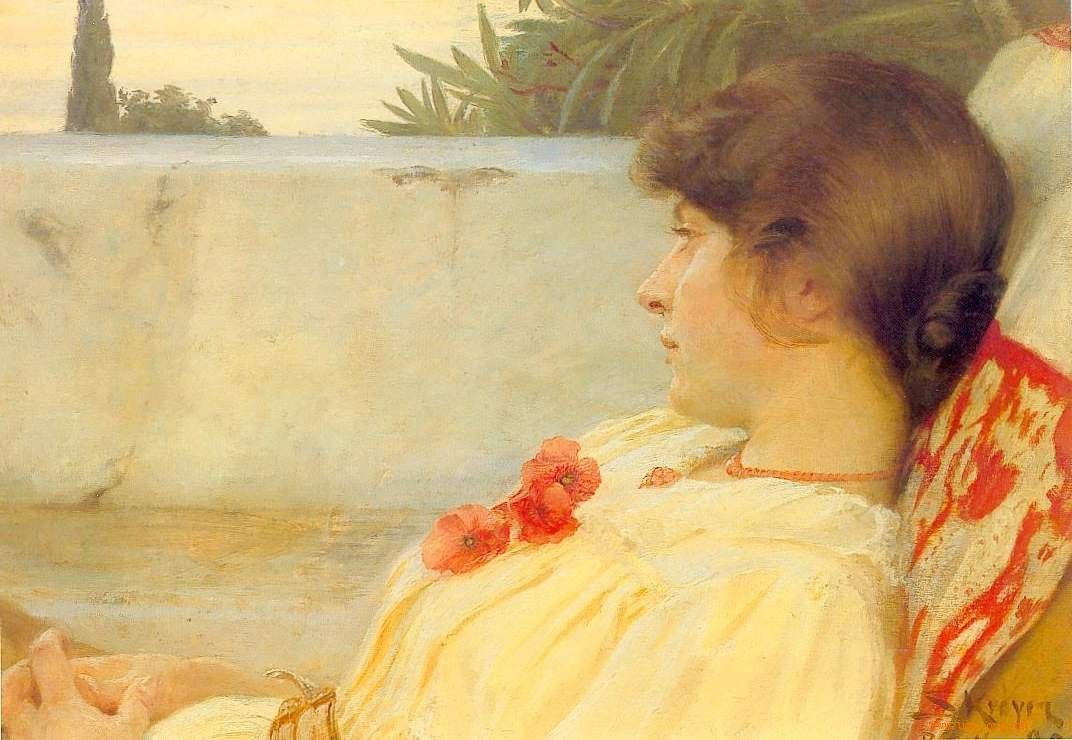
ماری. راولو (۱۸۹۰)

## در اسکاگن

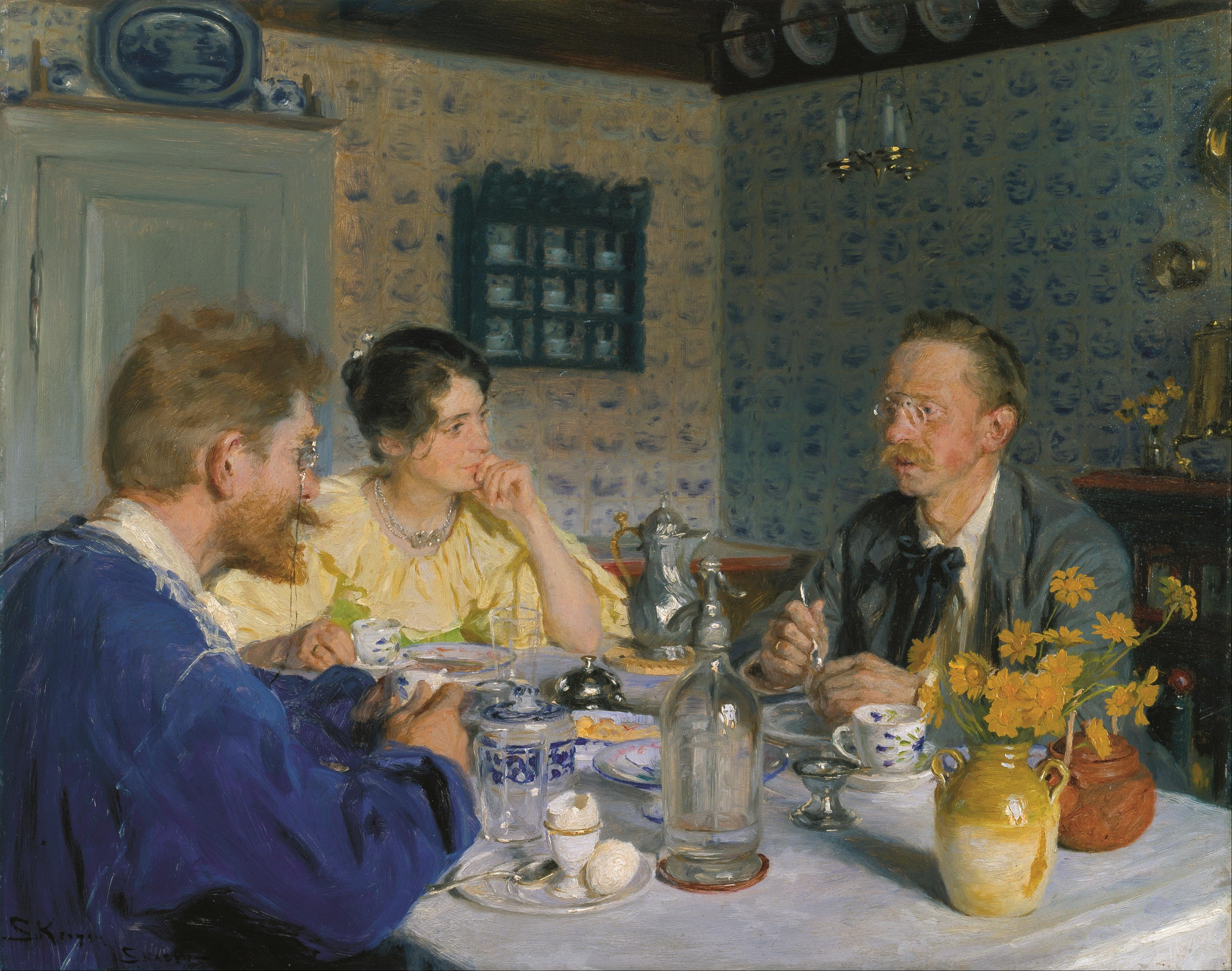
ناهار. هنرمند، همسرش و نویسنده اتو بنزون، ۱۸۹۳
«ناهار» ترجمهٔ نادرستی از دانمارکی است، همانطور که از چیدمان صبحانه می‌توان متوجه این موضوع شد.

بیشتر نقاشی‌های کرویر که ماری در آن‌ها حضور دارد، در اسکاگن کشیده شده‌اند؛ جایی که تعداد قابل توجهی از هنرمندان را به خود جذب کرده بود. این هنرمندان ترجیح می‌دادند در فضای باز نقاشی کنند تا اینکه خود را به روش‌های نسبتاً سخت‌گیرانهٔ آکادمی‌های هنری اسکاندیناوی محدود کنند. کرویر و ماری، هر دو پیش از ازدواج به‌طور جداگانه از اسکاگن بازدید کرده بودند. تابستان‌هایی که کرویر در دههٔ ۱۸۹۰ همراه همسرش در اسکاگن گذراند، به‌وضوح برای او منبع الهام بود، به‌ویژه اینکه ماری خود نیز حس زیبایی‌شناسی قوی داشت و اغلب جملهٔ معروف جان کیتس را نقل می‌کرد: «زیبایی حقیقت است، حقیقت زیبایی».
میان سال‌های ۱۸۹۱ تا ۱۸۹۴، آن‌ها تابستان‌های خود را در خانهٔ مادام بندسن در اسکاگن وستر‌بی که اجاره کرده بودند، سپری می‌کردند. در سال ۱۸۹۳ اتو بنزون، نویسندهٔ دانمارکی، در آنجا به دیدنشان آمد. در نقاشی ناهار. هنرمند، همسرش و نویسنده اتو بنزون (۱۸۹۳)، ماری و همسرش را می‌توان دید که با دقت به صحبت‌های بنزون گوش می‌دهند. حضور خود کرویر سر میز نشان می‌دهد که این نقاشی احتمالاً بر اساس یک عکس کشیده شده باشد. او اولین دوربین خود را در سال ۱۸۸۵ خرید و تا دههٔ ۱۸۹۰ به عکاسی علاقهٔ زیادی یافته بود. عنوان انگلیسی این نقاشی، در واقع ترجمهٔ اشتباهی از عنوان دانمارکی Ved frokosten. Kunstneren, hans hustru og forfatteren Otto Benzon است. در آن زمان، واژهٔ "frokost" به‌معنای صبحانه بود، نه ناهار، که این موضوع را می‌توان از قهوه جوش، فنجان‌های قهوه و تخم‌مرغ‌های آب‌پز روی میز متوجه شد.

### پرتره حاشیه زینتی
کرویر در سال ۱۸۹۱ پرتره‌ای را از ماری که شباهت زیادی به یکی از عکس‌هایی که از او گرفته بود داشت، تکمیل کرد. سال بعد، این پرتره در حاشیهٔ زینتی دیوار اتاق ناهارخوری در هتل بروندومس در اسکاگن قرار گرفت، جایی که به محل محبوب هنرمندان برای ملاقات با یکدیگر تبدیل شده بود. این پرتره که کنار پرترهٔ خود کرویر قرار گرفت، جایگاه ماری را به‌عنوان عضوی پذیرفته‌شده از نقاشان اسکاگن تأیید کرد.  اتاق ناهارخوری توسط معماران اولریک پلسنر و توروالد بیندسبال طراحی شده بود و بخشی از اولین توسعهٔ بزرگ هتل در سال ۱۸۹۲ بود. به پیشنهاد کرویر، تصمیم گرفته شد که مجموعهٔ هنری دگن بروندوم در تزئینات اتاق گنجانده شود. به مرور زمان، این رسم به وجود آمد که هنرمندان مهمان، پرتره‌هایی از یکدیگر را به صاحب هتل هدیه دهند و این آثار در حاشیه‌‌ای زینتی درست زیر سقف قرار می‌گرفتند. امروزه، این اتاق ناهارخوری همراه با حاشیهٔ زینتی آن، بخشی از موزه اسکاگنز است.

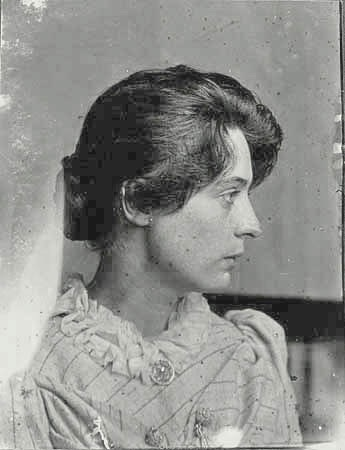
عکس گرفته‌شده توسط کرویر (۱۸۹۱)
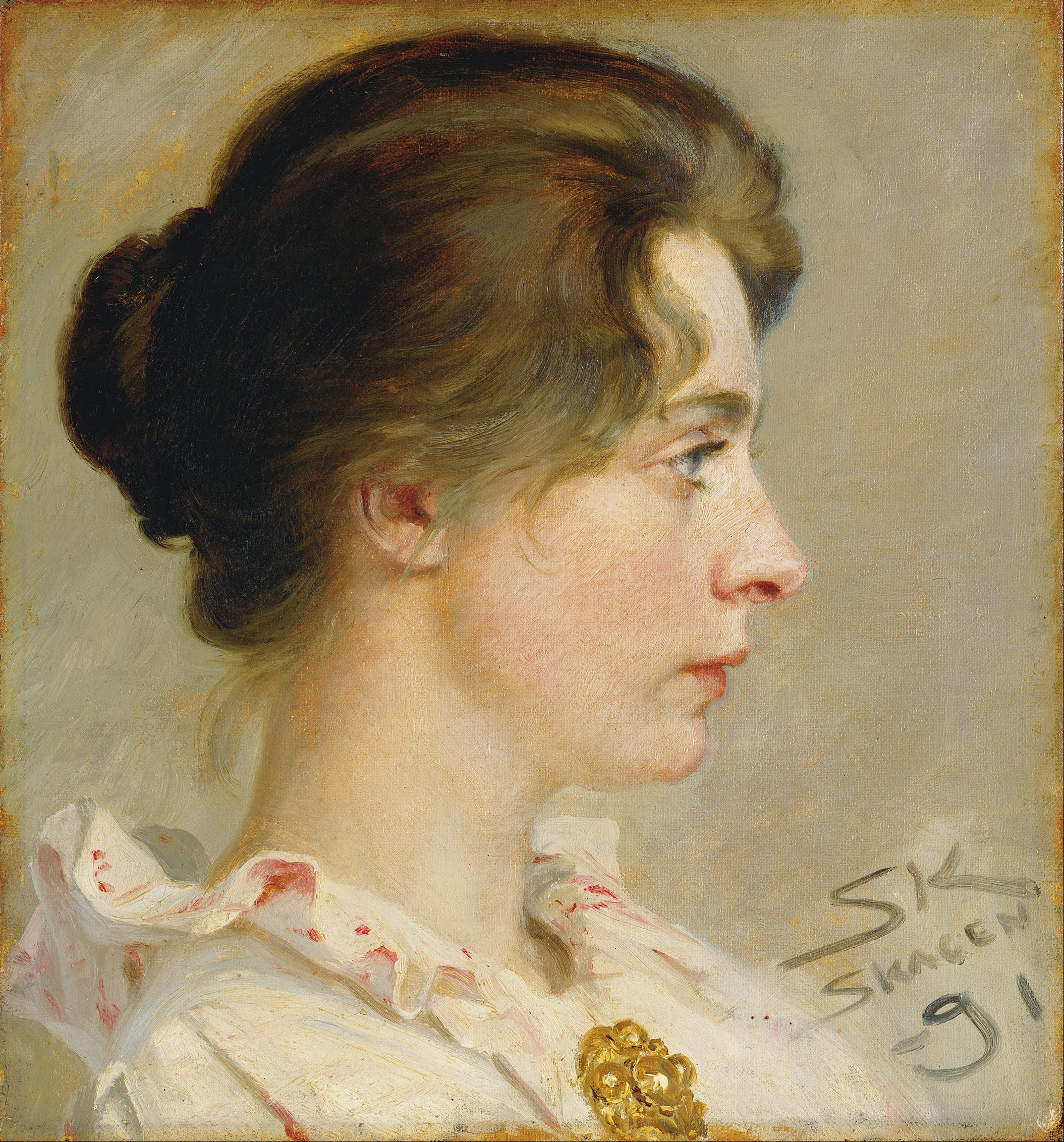
ماری کرویر. اسکاگن (۱۸۹۱)
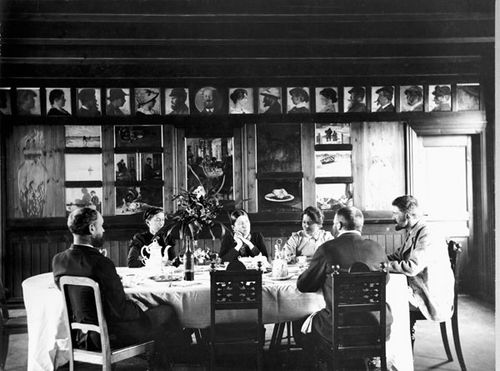
حاشیه زینتی هتل بروندومس (حدود ۱۸۹۲)

### گل‌های رز

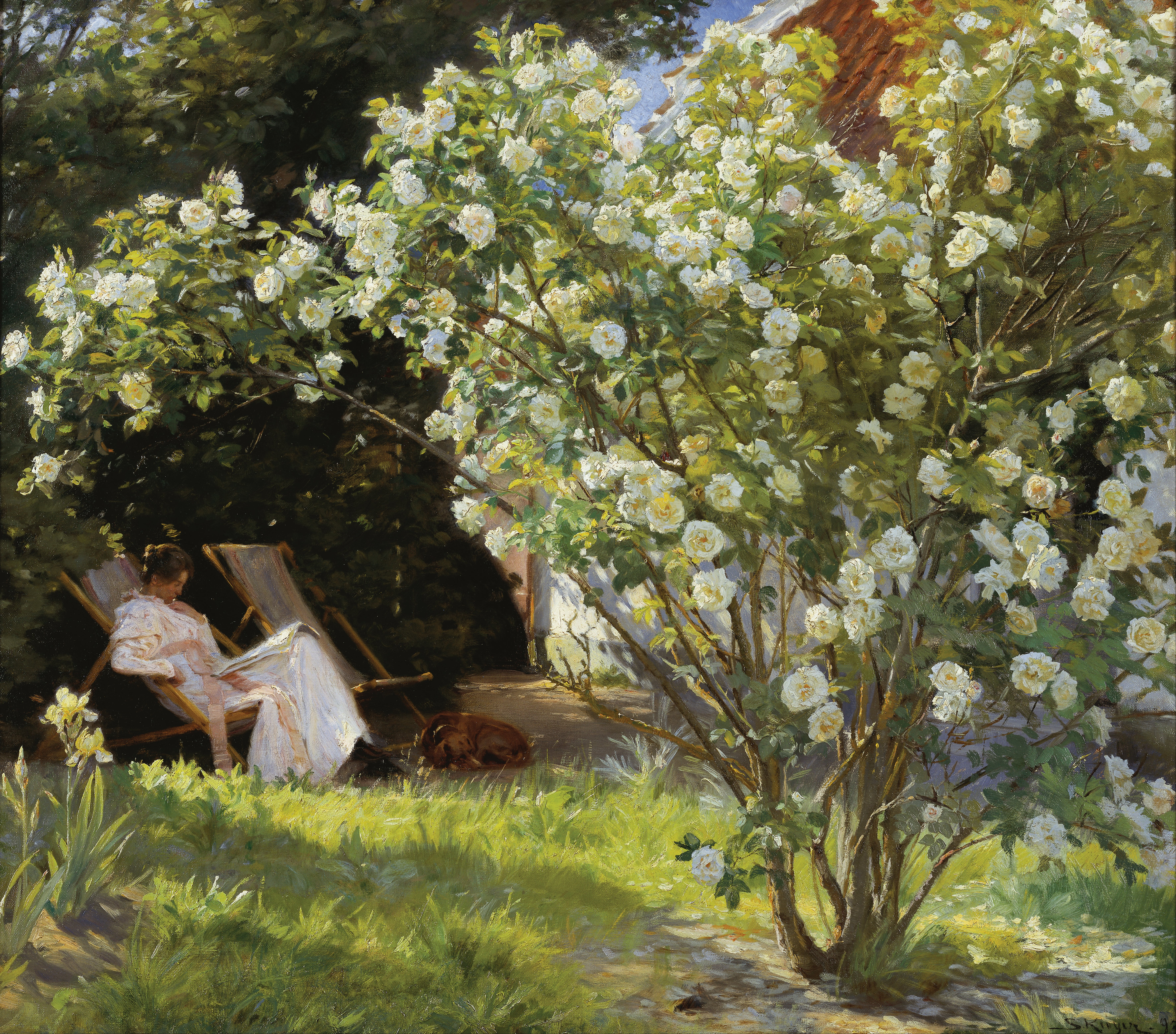
گل‌های رز (۱۸۹۳)

در سال ۱۸۹۳، کرویر ماری را در گل‌های رز گنجاند. این نقاشی، ماری را در حال استراحت در باغ خانهٔ مادام بندسن نشان می‌دهد. عنوان اصلی این اثر گل‌های رز. صحنه‌ای از باغ در اسکاگن با همسر هنرمند که روی یک صندلی تاشو نشسته است می‌باشد. این اثر نیز ممکن است بر اساس عکس‌هایی کشیده شده باشد؛ مجموعهٔ هیرشپرونگ چندین عکس دارد که صحنه‌ای بسیار مشابه را نشان می‌دهد. این نقاشی از این جهت جالب است که شیوهٔ پرداخت آن به نور و سایه، نشان می‌دهد کرویر زمانی که در پاریس بود، چگونه تحت تأثیر امپرسیونیست‌های فرانسوی قرار گرفته بود.  ماری توسط رزهای آویخته، قاب شده و در حال خواندن روزنامه است. در سمت چپ او یک صندلی تاشوی خالی دیده می‌شود که احتمالاً جای خود کرویر بوده است. سگ خانوادهٔ کرویر، رپ، که در چندین اثر کرویر حضور دارد، کنار پای ماری خوابیده است.
این نقاشی در سال ۱۹۸۵ به قیمت ۳٫۱ میلیون کرون دانمارک فروخته شد و در سال ۲۰۰۸ به‌طور ناشناس به موزه اسکاگنز اهدا شد.

### در ساحل
عصر تابستان در اسکاگن. همسر نقاش و سگشان لب ساحل، یکی از محبوب‌ترین آثار دانمارک، در سال ۱۸۹۲ کشیده شد. این اثر ماری را نشان می‌دهد که در کنار سگشان، رپ، در ساحل ایستاده و مهتاب در دریا منعکس شده است. او به‌صورت نیمرخ به تصویر کشیده شده و چهرهٔ سودازده و لباس روشنش زیر نور خورشید در حال غروب می‌درخشد. این نقاشی یکی از آثاری است که در آن، کرویر تلاش کرده نور و حال و هوای ساحل اسکاگن را در زمانی که آن را «لغ بلو» (ساعات آبی) می‌نامید، به تصویر بکشد، دورهٔ کوتاهی از شفق که نور، رنگ آبی بر منظره می‌اندازد. نمادگرایان بر این باور بودند که ساعت گرگ‌ومیش، پیام‌آور مرگ است. انعکاس ماه، اندکی عمق به پس‌زمینه‌ای می‌بخشد که عمدتاً از دریای آبی یکپارچه تشکیل شده است. ماری تقریباً هم‌سطح با بیننده به تصویر کشیده شده، اما خط افق بالاتر از سر او قرار دارد و درخشش او را در مقابل پس‌زمینهٔ کدر و تقریباً تک‌رنگ، برجسته‌تر می‌کند.
نقاشی آنا آنچر و ماری کرویر در ساحل اسکاگن هرچند صحنه‌ای در فضای باز را به تصویر می‌کشد، در استودیو براساس عکس‌هایی که کرویر عصر یک روز در ساحل گرفته بود، تکمیل شد. کرویر از نتیجهٔ کار چندان راضی نبود، چرا که مجبور شده بود عکس را در استودیو روشن کند و همین باعث شد که احساس کند نور صحنه با نور واقعی طبیعت مطابقت ندارد و ترکیب نور طبیعی و مصنوعی، تصویر را به «دو نقاشی در یکی» تبدیل کرده است. در سال ۱۹۹۰، نمایشگاهی که توسط مجموعه هیرشپرونگ برگزار شد، تعدادی از عکس‌هایی را که کرویر به‌عنوان پایه برای نقاشی‌هایش استفاده کرده بود، به نمایش گذاشت که از جمله آن‌ها عکسی بود که برای آنا آنچر و ماری کرویر در ساحل اسکاگن مورد استفاده قرار گرفته بود.
در سال ۱۸۹۵، کرویر در نامه‌ای به دوستش اسکار بیورک نوشت: «من همچنین در فکر کشیدن یک پرترهٔ بزرگ از خودم و همسرم با هم هستم — اما برای این کار قطعاً به هوای خوب نیاز دارم، پس امسال نخواهد شد.» در واقع، چهار سال بعد، در تابستان ۱۸۹۹ بود که بالاخره نقاشی بزرگ عصر تابستانی در ساحل اسکاگن – هنرمند و همسرش را خلق کرد. با این حال، نتیجهٔ کار حال و هوایی نسبتاً مالیخولیایی دارد. با وجود منظرهٔ زیبای اطراف، ماری دور و بی‌تفاوت به نظر می‌رسد، گویی در مهتاب آبی‌رنگ محو شده است. حتی اندام نحیف خود کرویر به نظر می‌رسد برای نگه داشتن دست همسرش دچار مشکل است، درحالی‌که نزدیک‌ترین چهره به بیننده، سگشان رپ است. این نقاشی بار دیگر آبی را نیمه‌روشن ارائه می‌دهد. کرویر برای «لغ بلو» ارزشی ویژه قائل بود: «اسکاگن می‌تواند زیر نور آفتاب بسیار کسل‌کننده به نظر برسد ... اما وقتی خورشید غروب می‌کند، وقتی ماه از دل دریا بیرون می‌آید ... در سال‌های اخیر این زمانی بوده است که من بیشتر از همه دوست دارم.»

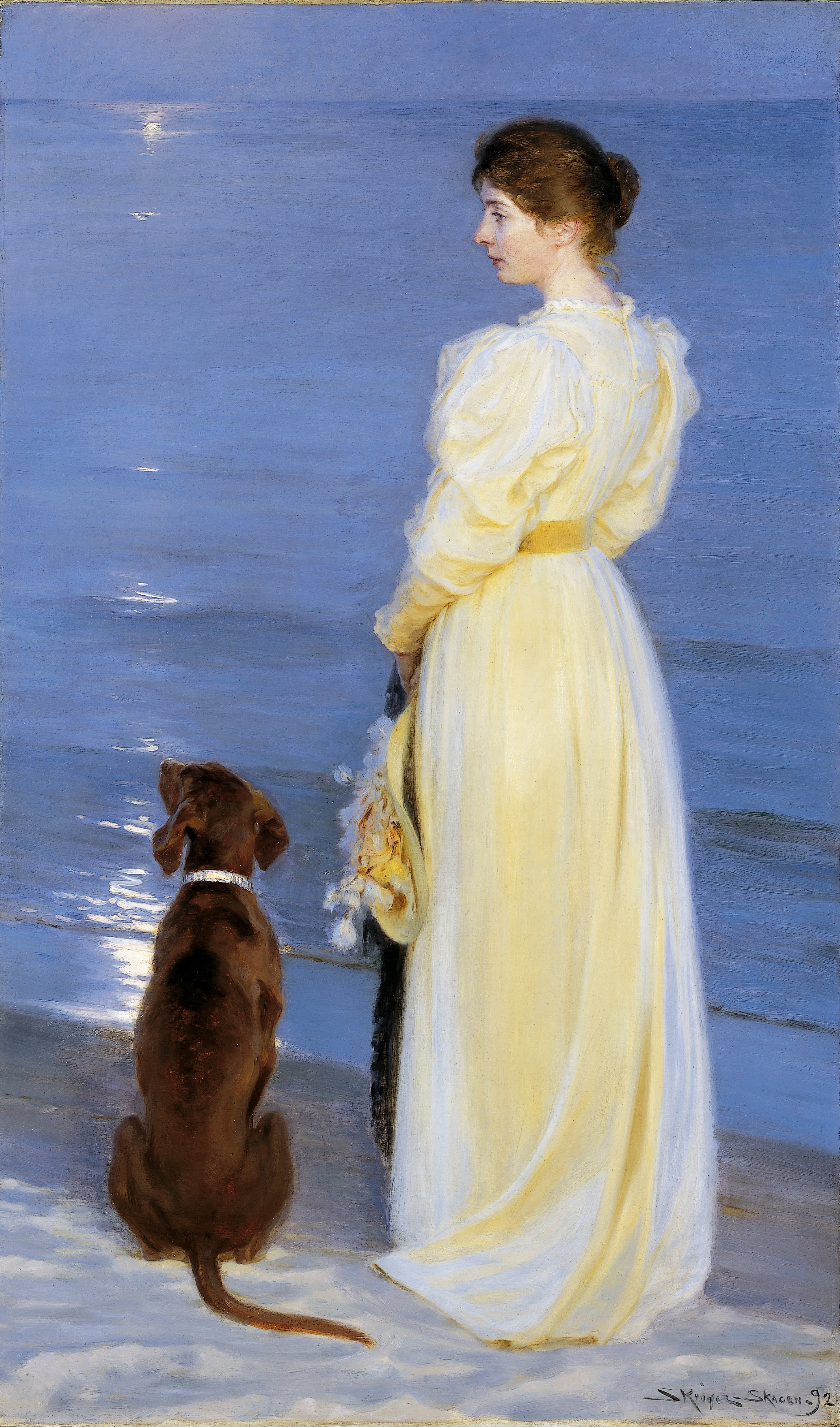
عصر تابستان در اسکاگن (۱۸۹۲)
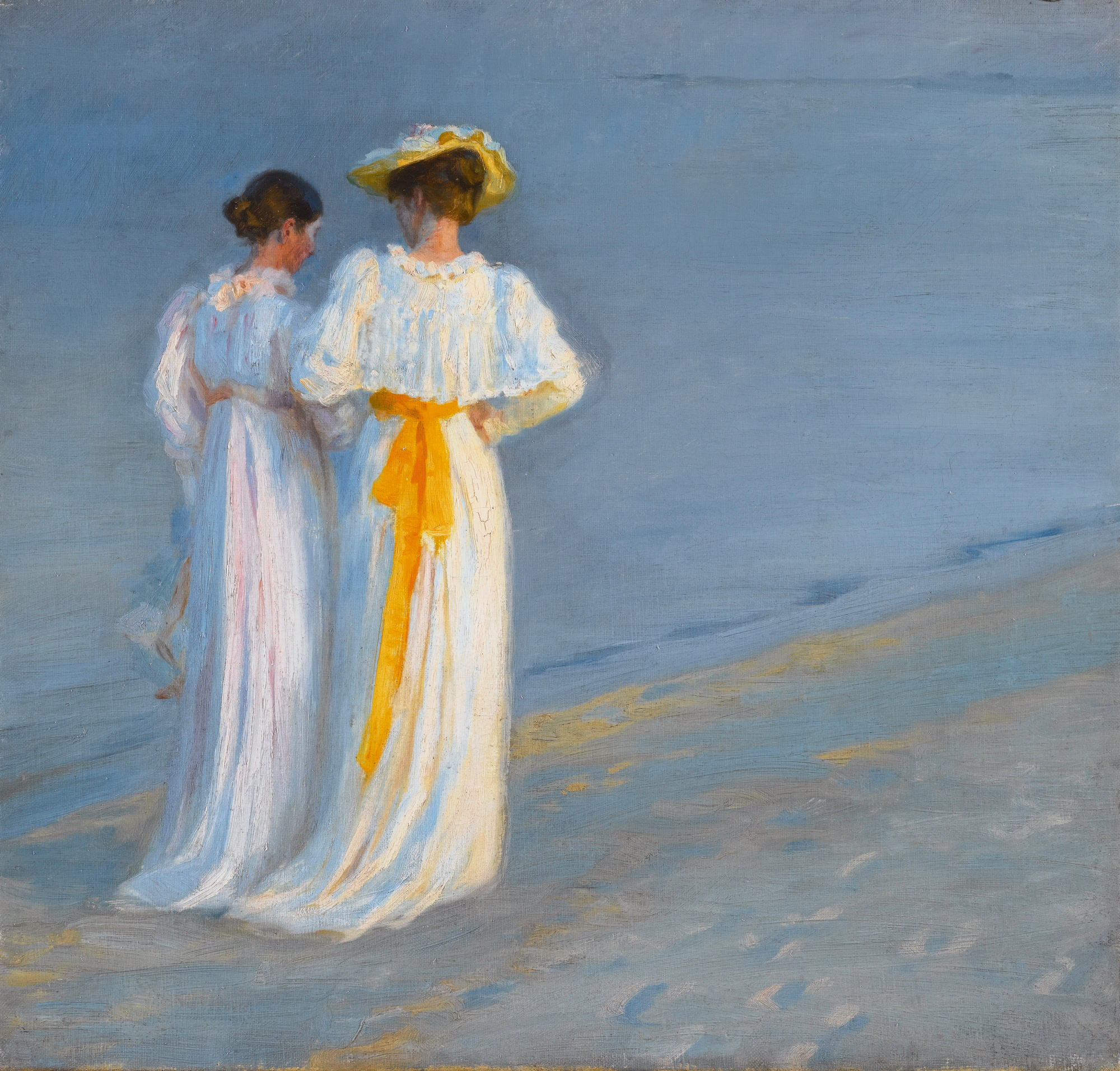
آنا آنچر و ماری کرویر در ساحل اسکاگن (۱۸۹۳)
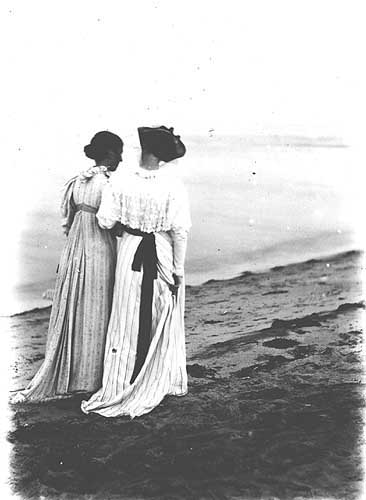
عکس آنا آنچر و ماری کرویر در ساحل اسکاگن (۱۸۹۳)
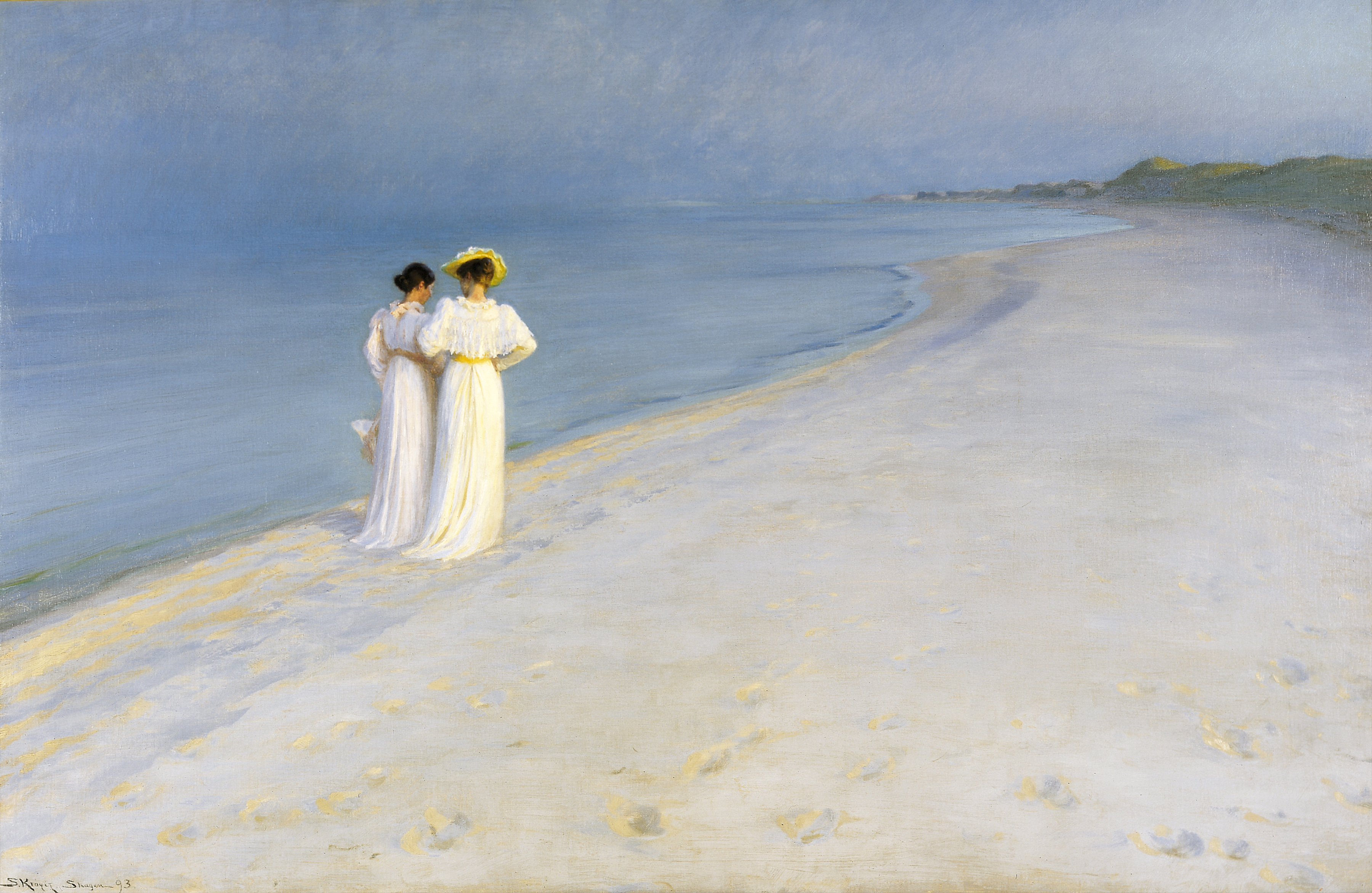
عصر تابستان در ساحل اسکاگن. آنا آنچر و ماری کرویر در حال راه رفتن با هم (۱۸۹۳)
عصر تابستانی در ساحل اسکاگن – هنرمند و همسرش (۱۸۹۹)

## نقاشی‌های آبرنگ از زندگی روزمره در خانه
در سال ۱۸۹۸، کرویر مجموعه‌ای از نقاشی‌های آبرنگ با عنوان شه موا آغاز کرد؛ مجموعه‌ای که ماری و دخترشان ویبکه را در خانه‌های خانوادگی‌شان در کپنهاگ و اسکاگن به تصویر می‌کشد. سبک این آثار تحت تأثیر رویکرد هنر نو بود که از کارل لارشون الگو گرفته بود. کرویر ممکن است در دوران حضورش در پاریس، با لارشون ملاقات کرده باشد. لارشون زمانی که عضو اقامتگاه هنرمندان گره-سور-لوئن در فرانسه بود، نقاشی با آبرنگ را آغاز کرد. پس از بازگشت به سوئد، او در میانهٔ دههٔ ۱۸۹۰ مجموعه‌ای از تصاویر زندگی خانوادگی خود به همراه همسر و فرزندانش در سوندبورن را شروع کرد و آن را در سال ۱۸۹۹ تحت عنوان یک خانه منتشر کرد. نقاشی‌های کرویر نشانی از آشفتگی یا سرخوردگی ندارند، بلکه تصویری از یک محیط خانوادگی شاد را ارائه می‌دهند؛ تصویری که بی‌تردید بازتابی از آرزوهای شخصی خود کرویر بوده است. او سه اثر از این مجموعه را که در اسکاگن کشیده بود، در سال ۱۸۹۹ در نمایشگاه دن فری – نمایشگاهی از سوی انجمن هنرمندانی که با حمایت کرویر در سال ۱۸۹۱ شکل گرفته بود – به نمایش گذاشت و این مجموعه را با عنوان کلی از خانه‌ام در اسکاگن معرفی کرد.

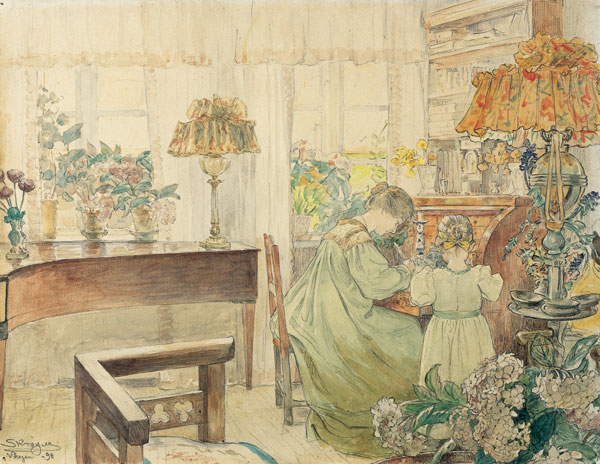
ماری و ویبکه کرویر پشت میز تحریر در خانه‌شان در کلان‌کشتزار اسکاگن (۱۸۹۸)
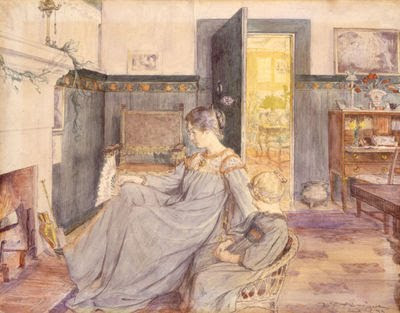
ماری و ویبکه کرویر در مقابل شومینه در خانه‌شان در برگنزگید، کپنهاگ (۱۸۹۸)
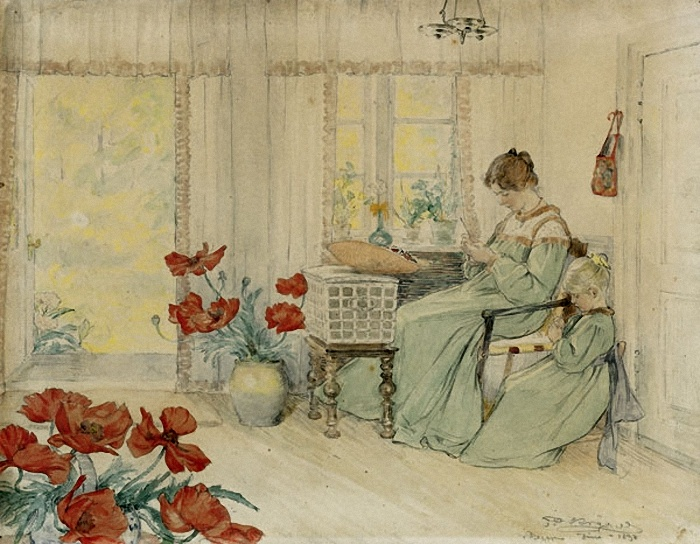
ماری و ویبکه در حال قلاب‌دوزی در خانه‌شان در کلان‌کشتزار اسکاگن (۱۸۹۸)
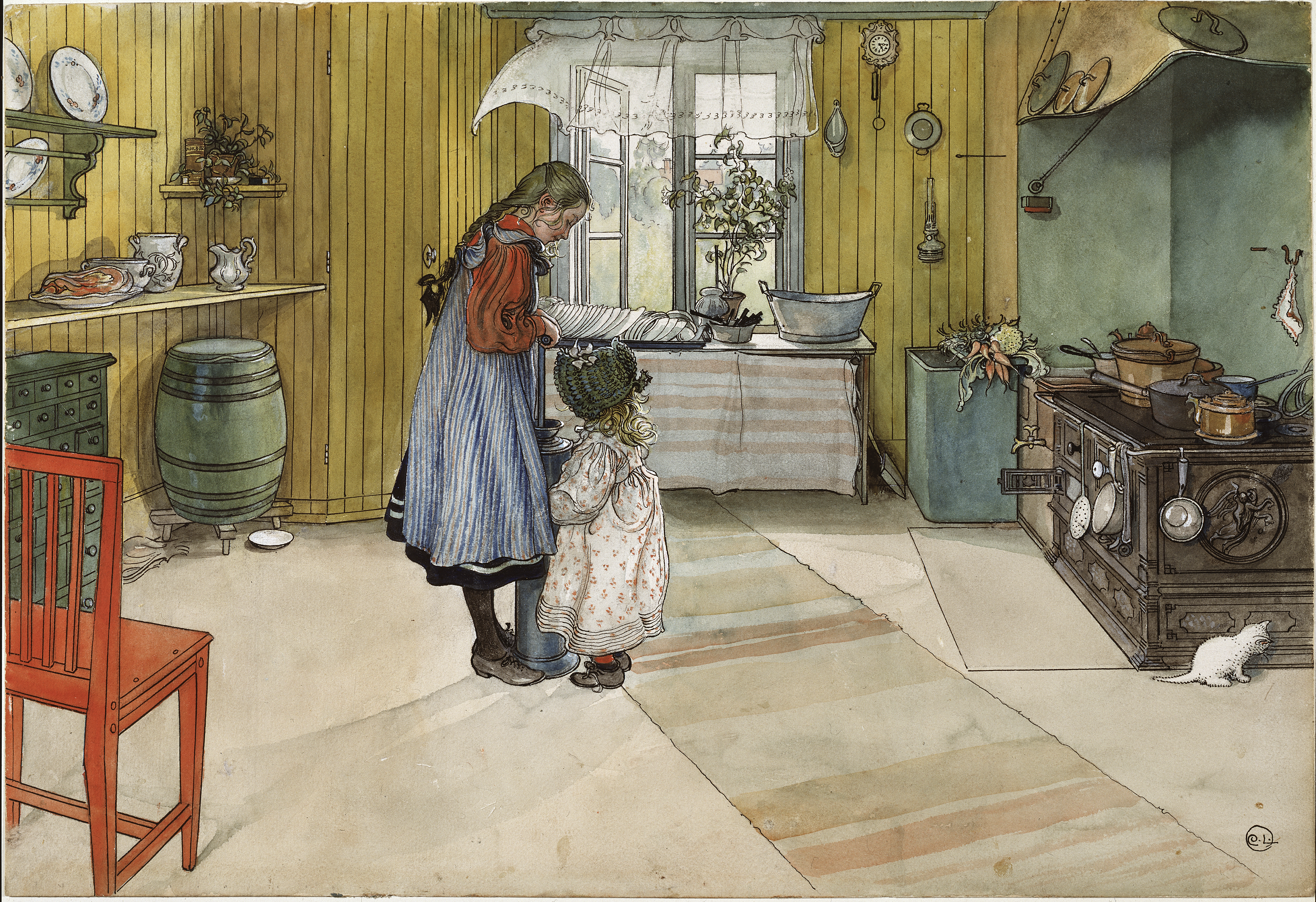
آشپزخانه از یک خانه اثر کارل لارشون (۱۸۹۹)

## آتش‌بازی سنت هانس
آتش‌بازی شب نیمه تابستان در ساحل اسکاگن کرویر، یکی از شناخته‌شده‌ترین آثار اوست. این نقاشی بسیاری از هنرمندان اسکاگن را نشان می‌دهد که گرد آتش سنتی جشن سنت هانس آفتن ایستاده‌اند. کرویر سال‌ها روی این تابلوی بزرگ (۱۴۹.۵ در ۲۵۷ سانتی‌متر) کار کرد تا سرانجام در سال ۱۹۰۶ آن را به پایان رساند. در این نقاشی، ماری همراه معشوق جدیدش، هوگو آلوین، آهنگساز سوئدی در کنار یک قایق ماهیگیری ایستاده؛ درست در سمت چپ شعله‌هایی که به‌نظر می‌رسد به سمت آن‌ها کشیده می‌شوند. با وجود رابطهٔ عاشقانه آلوین با ماری، کرویر از او در خانه‌شان در اسکاگن استقبال کرده بود و ظاهراً این رابطه را تحمل می‌کرد. این نقاشی آخرین اثر بزرگ کرویر است. کرویر طرح اولیه پاستلی را که نقاشی بر اساس آن شکل گرفته، تنها در چند ساعت کشید، اما تکمیل خود نقاشی با دشواری همراه بود؛ زیرا کرویر نه تنها از سال ۱۹۰۰ چندین دورهٔ طولانی را در بیمارستان روانی سپری کرده بود، بلکه بینایی‌اش، به‌ویژه در یک چشم، رو به زوال گذاشته بود. او از نتیجهٔ نهایی کاملاً راضی نبود؛ فکر می‌کرد که نقاشی «بیش از حد تاریک» شده و احساس می‌کرد که نتوانسته «درخشش کم‌رنگ» آسمان اسکاگن در شب نیمه تابستان را به تصویر بکشد. با اینکه این اثر یکی از آثار مهم در مجموعهٔ موزهٔ اسکاگنز است، در میان بهترین پرتره‌های گروهی خلق‌شده توسط نقاشان اسکاگن یا حتی خود کرویر قرار نمی‌گیرد. در مقابل، مورتن راسموسن در روزنامهٔ کرستیلیت داوبلد می‌نویسد که این اثر از نظر بسیاری شاهکار کرویر به شمار می‌رود؛ اثری که بازتابی از زندگی خودش و ادای احترامی به کسانی است که در موفقیتش نقش داشتند. ماری در سال ۱۹۰۲ کرویر را به خاطر آلوین ترک کرد. در سال ۱۹۰۵ ماری از آلوین باردار شد و سرانجام کرویر با طلاق موافقت کرد.

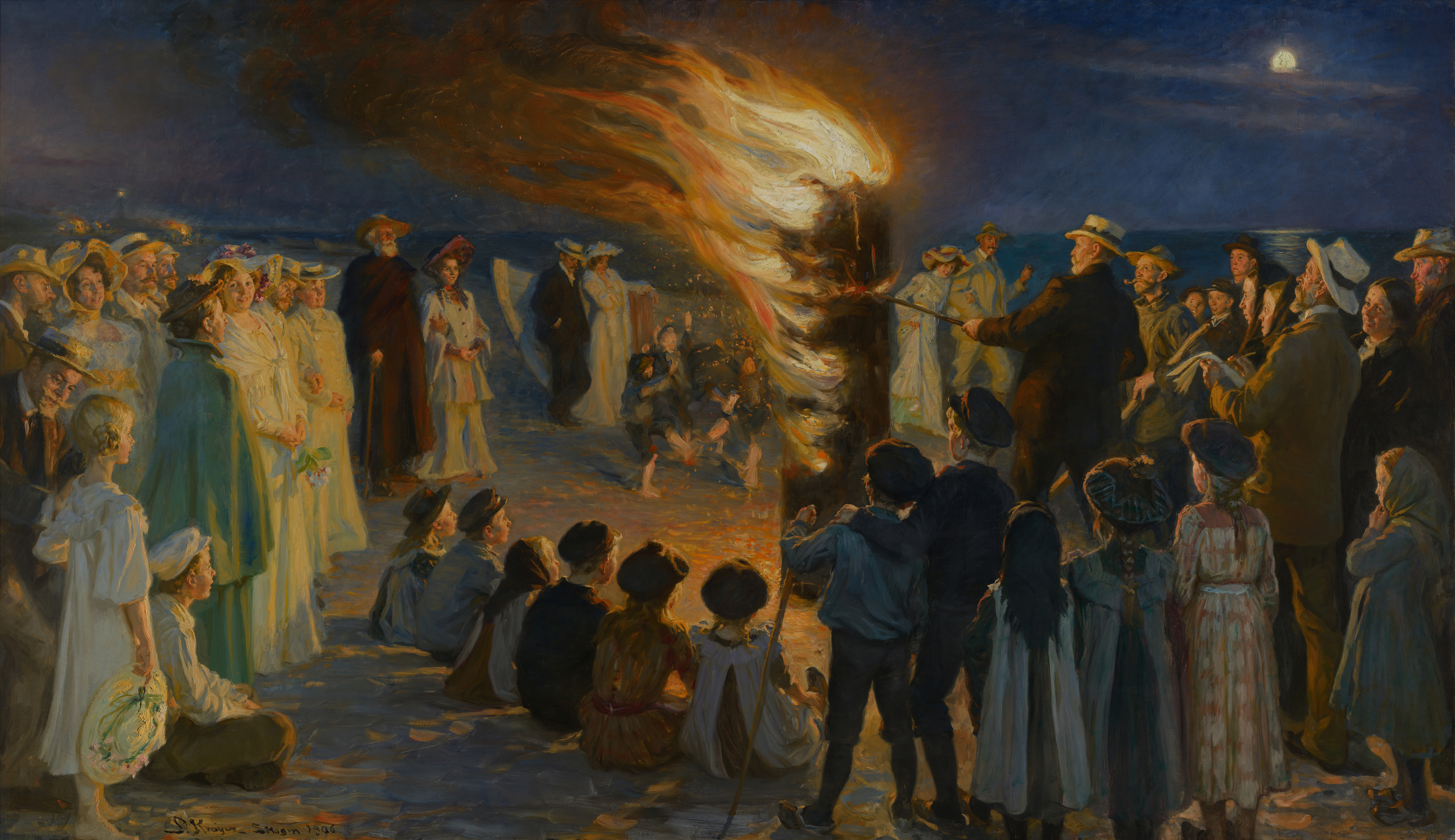
آتش‌بازی شب نیمه تابستان در ساحل اسکاگن، ۱۹۰۶

## واژه‌نامه
1. ↑  Triepcke
2. ↑  Vibeke
3. ↑  Chez Moi
4. ↑  A Duet
5. ↑  Heinrich Hirschsprung
6. ↑  Stenbjerg
7. ↑  Thy
8. ↑  Interior with the Artist's Wife
9. ↑  Agnes
10. ↑  Harald Slott-Møller
11. ↑  Otto Benzon
12. ↑  ترجمهٔ انگلیسی: A luncheon. The artist, his wife and the writer Otto Benzon
13. ↑  Roser
14. ↑  Roser. Haveparti fra Skagen med kunstnerens hustru siddende i en havestol
15. ↑  l'heure bleue
16. ↑  Oscar Björck
17. ↑  Ett hem
18. ↑  Den Frie
19. ↑  Fra mit Skagenshjem